# Sassey-sur-Meuse
Sassey-sur-Meuse ist eine französische Gemeinde mit 89 Einwohnern (Stand: 1. Januar 2022) im Département Meuse in der Region Grand Est (vor 2016: Lothringen). Sie gehört zum Arrondissement Verdun, zum Kanton Stenay und zum Gemeindeverband Pays de Stenay et du Val Dunois.

## Geographie
Sassey-sur-Meuse liegt etwa 43 Kilometer nordnordwestlich von Verdun an der Maas.
Umgeben wird Sassey-sur-Meuse von den Nachbargemeinden Mont-devant-Sassey im Westen und Norden, Mouzay im Nordosten, Milly-sur-Bradon im Osten, Dun-sur-Meuse im Süden sowie Doulcon im Südwesten.

## Bevölkerungsentwicklung
| Jahr                       | 1962 | 1968 | 1975 | 1982 | 1990 | 1999 | 2006 | 2011 | 2019 |
| Einwohner                  | 150  | 147  | 126  | 119  | 118  | 99   | 118  | 109  | 90   |
| Quellen: Cassini und INSEE |      |      |      |      |      |      |      |      |      |

## Sehenswürdigkeiten
- Kirche Saint-Germain, 1757 wieder errichtet
- Kapelle Notre-Dame-de-la-Salette, 1880 erbaut

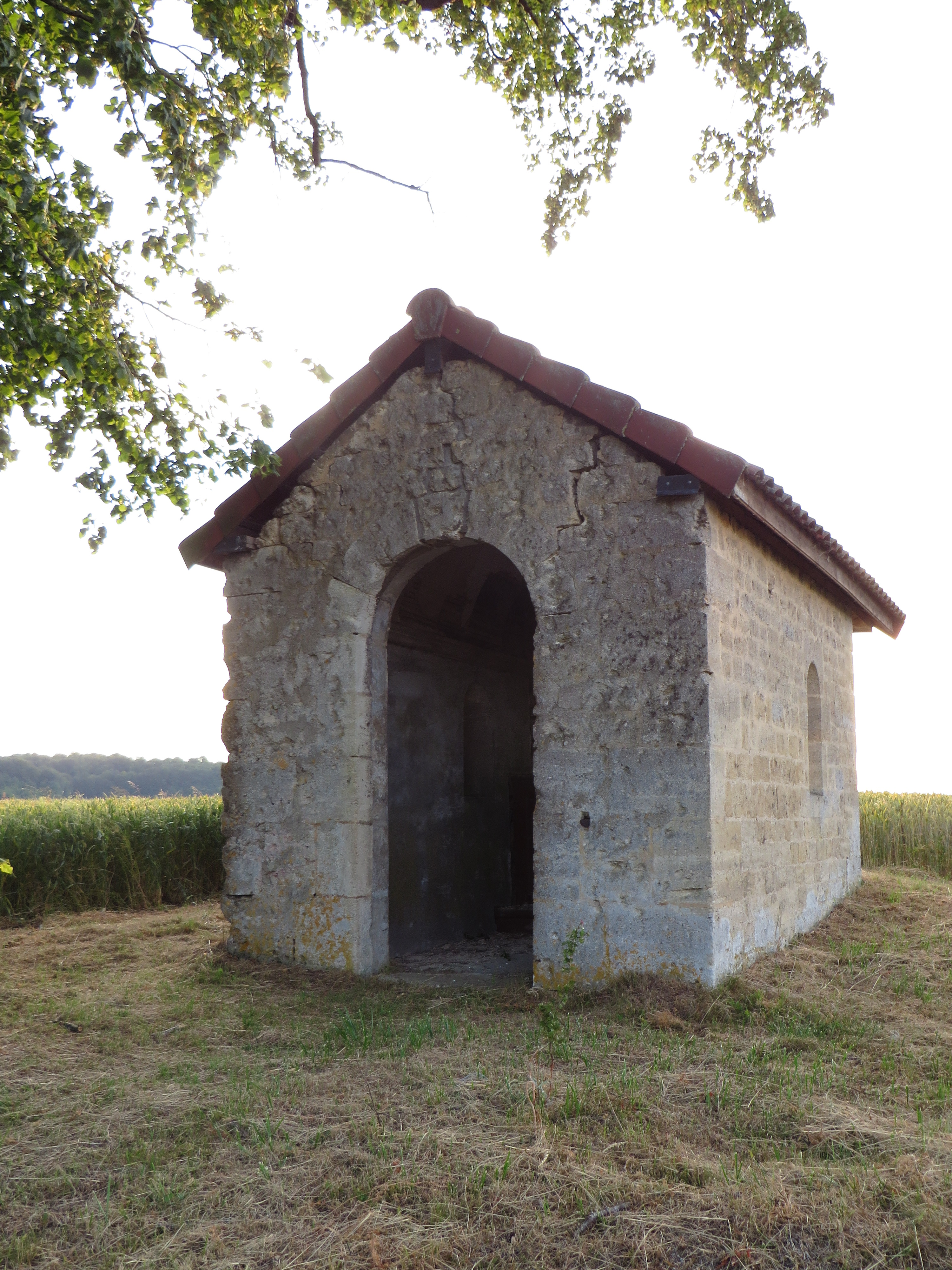
Kapelle Notre-Dame-de-la-Salette
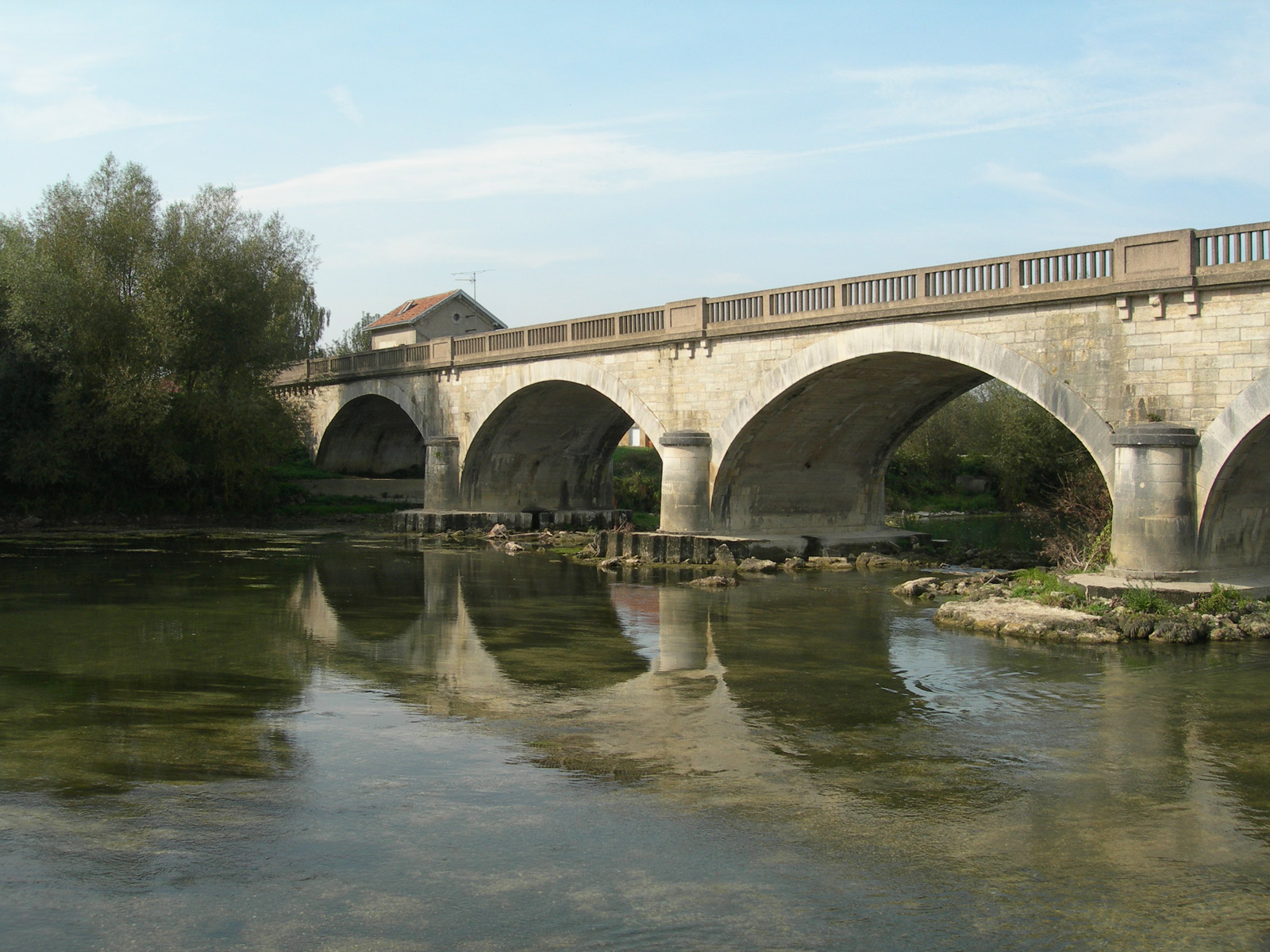
Maasbrücke in Sassey